# Lars Olof Lampers
Lars Olof Lampers, född 1959, är en svensk journalist och författare.
Lampers är (2022) researcher på SVT och redaktör för Veckans brott. Han har publicerat en rad böcker om uppmärksammade kriminalfall, varav tre tillsammans med Thomas Bodström.